# Saint-Christophe-en-Boucherie
Saint-Christophe-en-Boucherie è un comune francese di 253 abitanti situato nel dipartimento dell'Indre nella regione del Centro-Valle della Loira.

## Società

### Evoluzione demografica
Abitanti censiti